# Le Petit-Pressigny

Le Petit-Pressigny este o comună în departamentul Indre-et-Loire, Franța. În 1 ianuarie 2022 avea o populație de 307 de locuitori.